# 贝格大公国
贝格大公国（德語：Großherzogtum Berg），是在1806年神圣罗马帝国解体后，由拿破仑一世建立的傀儡国，若阿尚·缪拉被拿破仑封为此大公国的大公。1813年，被普鲁士占领。在1815年的维也纳会议后，该地为普鲁士王国的下莱茵大公国和于利希-克莱沃-贝格瓜分，1822年，下莱茵大公国和于利希-克莱沃-贝格组成莱茵省。